# Парк Воїнів-інтернаціоналістів (Кременчук)
Парк Во́їнів-інтернаціоналі́стів (до 2002 року Парк і́мені 60-рі́ччя Жо́втня) — парк у лівобережній частині Кременчуці на Молодіжному. Розташований біля річки Сухий Кагамлик напроти палацу культури «Нафтохімік». Закладено 1975 і відкрито 1977 року до 60-річчя Жовтневої революції.

## Опис

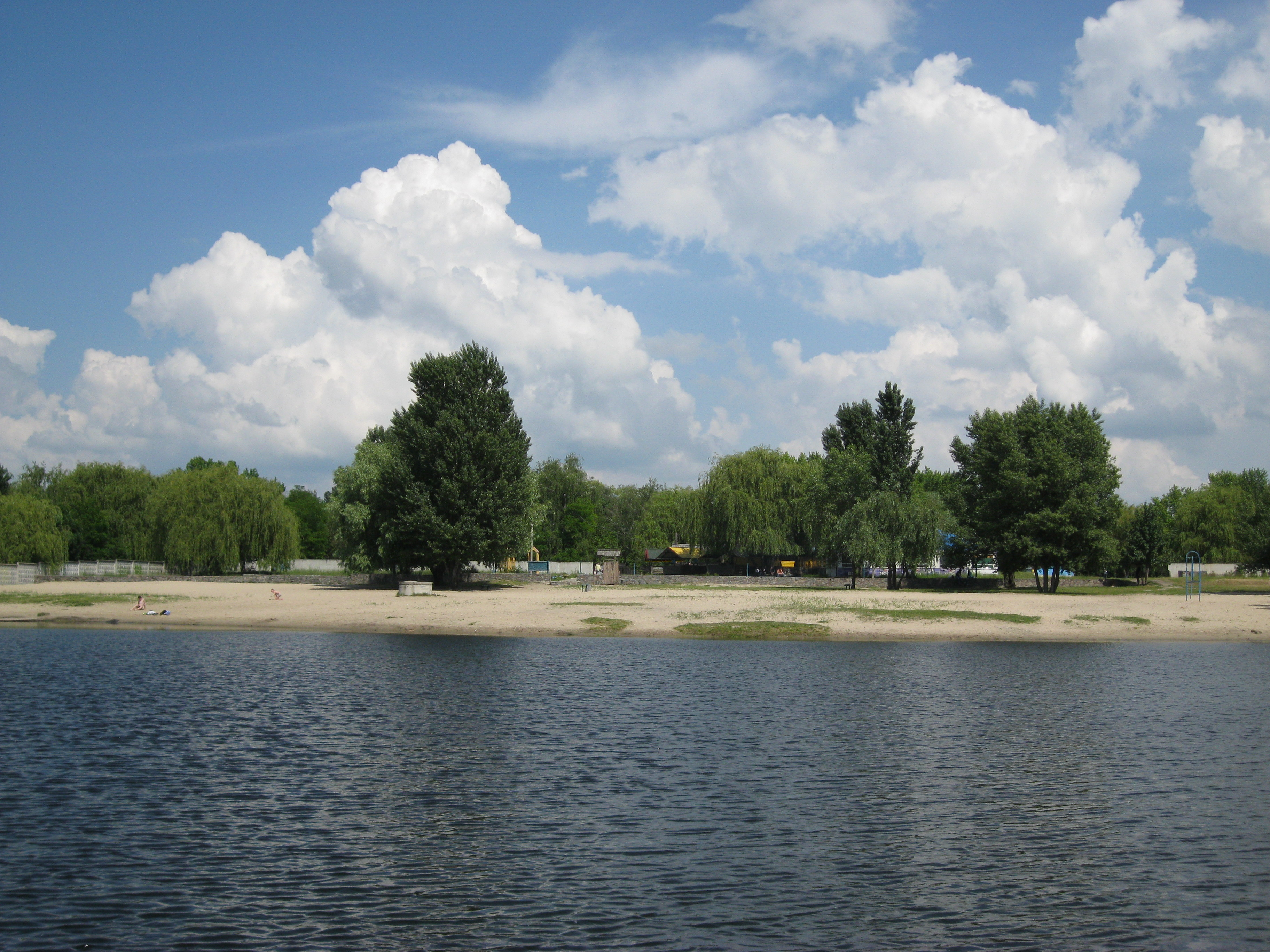
Пляж парку у 2016 році

Парк є частиною ландшафтного парку «Кагамлицький», розташований у мікрорайоні Молодіжне Автозаводського району навпроти палацу культури «Нафтохімік». Має вихід до річки Сухий Кагамлик, на березі облаштований пляж.
У центральній частині парку встановлено пам'ятний меморіал на честь воїнів, що виконували «інтернаціональний обов'язок» в Афганістані. Домінуючі породи в парку представлені гіркокаштаном, катальпою бігнонієвидною, кленом сріблястим, березою, вербою, айлантом, ялівцем козацьким.

## Історія

### Радянський період
У 1970-х роках у Кременчуці проводилось активне озеленення: не став винятком і новий район міста — селище Молодіжне. Район, споруджували разом з новим нафтопереробним комплексом, були необхідні зелені насадження, а також громадські зони для дозвілля нових жителів. Восени 1975 року, між вулицею 50 років Жовтня (нині — проспект Лесі Українки) і річкою Сухий Кагамлик закладено першу чергу парку культури і відпочинку площею 4 гектари. Парк створено на базі існуючих садів і каскаду ставків на річці.
Протягом наступного року проводилися роботи з облаштування на березі річки пляжу і атракціонів. Було встановлено колесо огляду. Композиційним центром створеного парку стала кругла клумба, до якої вела центральна алея. Від клумби розходилися інші алеї. Навколо парку було споруджено парапет.
1977 року біля центрального входу встановлено кам'яну стелу з написом «Парк відпочинку імені 60-річчя Жовтня» (парк отримав назву на честь шестидесятиріччя революції). Продовжилися роботи з облаштування парку, у ньому почали проводитися масові гуляння. Особливу роль у створенні зеленої зони зіграв Єпішов Георгій Якович, багаторічний керівник комунального підприємства Кременчука «Зеленбуд», почесний громадянин міста.

### За Незалежности

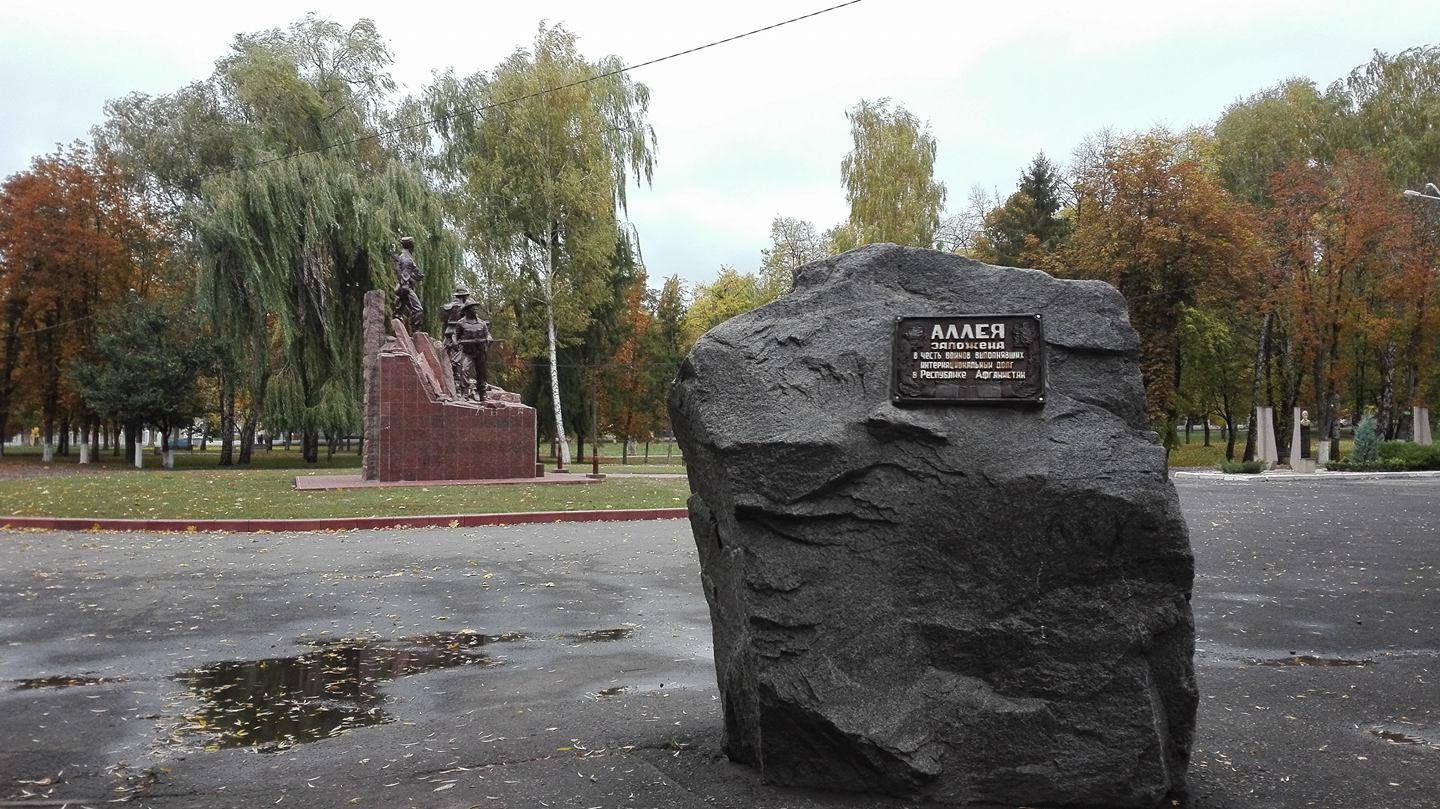
Камінь, присвячений закладці алеї

У 1990-х роках міський голова Іван Пономаренко передав парк у розпорядження приватній структурі, яка незабаром закрилася внаслідок проблем з правоохоронними органами. Парк почав руйнуватися: були демонтовані атракціони, місце частини зелених насаджень зайняли приватні кафе.
28 жовтня 1998 року за ініціативи міського клубу воїнів-інтернаціоналістів встановлено камінь, присвячений загиблим на війні 1979—1989 років у Афганістані. На згадку про загиблих кременчужан були висаджені іменні дерева. За словами представника ветеранської організації, того ж року виникла ідея установки в парку меморіалу і почалися пошуки спонсорів.
2001 року парк передано в оренду товариству «Парк селища Молодіжне». За словами представника товариства, у парку проводилися роботи з благоустрою. У 2002 році парк перейменовано на честь воїнів-інтернаціоналістів. 15 лютого біля центрального входу відкрито стелу, на якій зображений БТР і двоє військовослужбовців, а також напис «Парк Воїнів-інтернаціоналістів».
26 вересня 2003 року на місці колишньої центральної круглої клумби споруджено скульптурну групу «На афганській стежині». Меморіал встановлено за підтримки почесного громадянина Кременчука, Володимира Матицина. Біля меморіалу були встановлені дві стели, на одній з яких зображені слова подяки генерала Сергія Червонописького Матицину. Меморіал зображує скульптурну групу командира, снайпера й автоматника. Вони були створені Валентиною Волковою. Постамент облицьований червоним гранітом Капустинського родовища. Меморіал відкрито 29 вересня того ж року на День міста за присутності голови Комітету у справах воїнів-інтернаціоналістів при Раді голів урядів СНД, героя Радянського Союзу Руслана Аушева. Аушев охарактеризував парк інтернаціоналістів як кращий на території СНД.

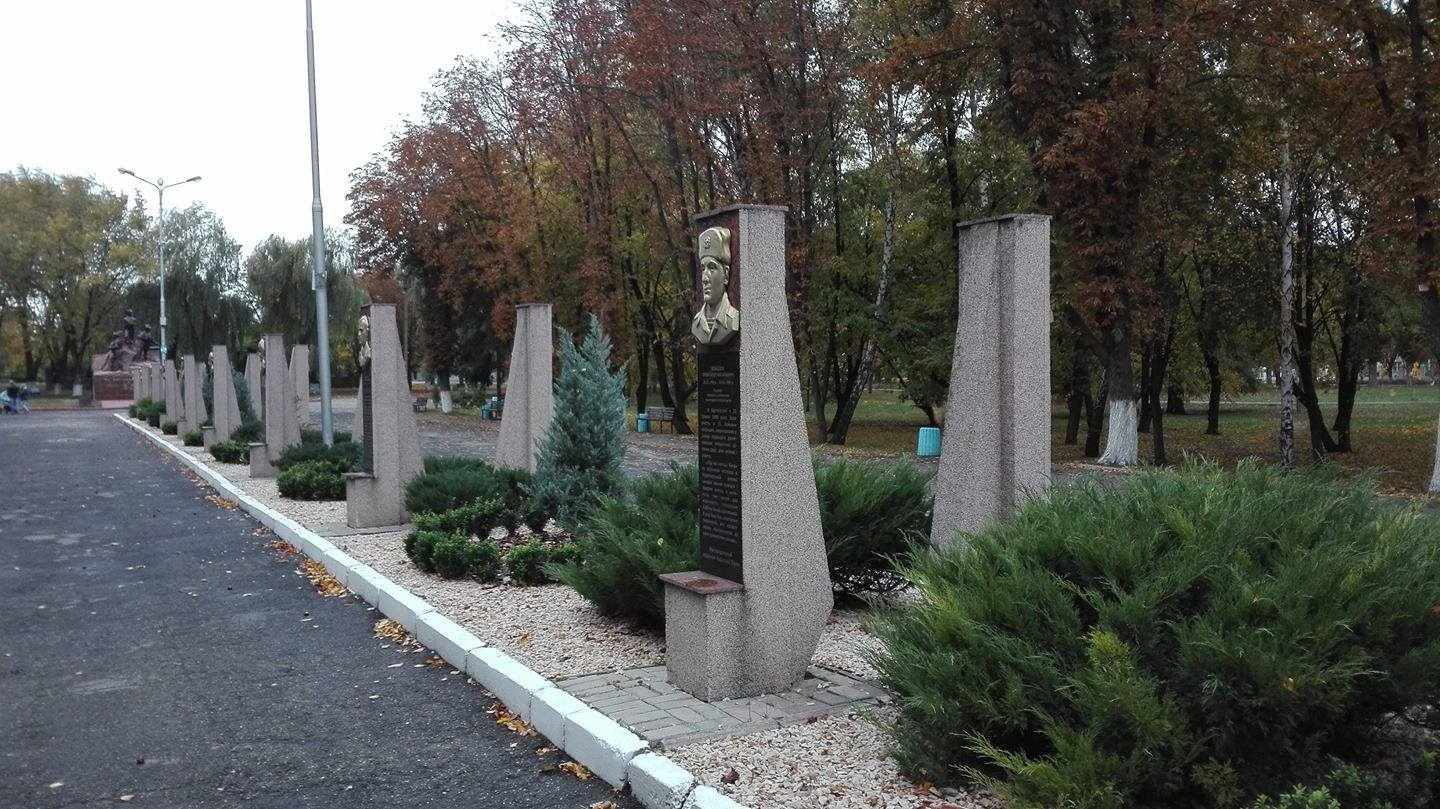
Алея пам'яті в парку

На центральній алеї створено «Алея пам'яті» авторства Анатолія Котляра. Алея складається зі стел, присвячених уродженцям Кременчука та Кременчуцького району, що загинули в Афганістані. На кожній стелі зображені барельєфи військовослужбовців з описом їх подвигу та урядових нагород, яких вони удостоєні.
2006 року товариство-орендар парку виступило з пропозицією будівництва в зеленій зоні дитячого кафе, магазину, фітнес-центру, картодрома, тенісних кортів і аквапарку. Проти забудови парку виступив тодішній міський голова
Парк переданий в обслуговування міської організації ветеранів Афганістану. Організація у різний час висувала ідеї по установці в парку двох БТР, а також будівництво на місці занедбаного танцмайданчика музею воїнів-інтернаціоналістів. Ці плани не були здійснені. Стан парку викликав нарікання містян.
У 2013 році територія парку була віднесена до регіонального ландшафтного парка-заказника «Кагамлицький». Проєктом реконструкції передбачалося створення у парку нової алеї, присвяченої воїнам, які брали участь у конфліктах в інших країнах. У 2016—2017 роках проводився благоустрій парку та реконструкція меморіалу.

## Галерея
|                       |                                               |
| Пам'ятна алея в парку | Меморіальний комплекс «На афганській стежині» |